# Piarżyste Czuby
Piarżyste Czuby (słow. Piargový chrbát) – niewielki odcinek głównej grani odnogi Krywania pomiędzy Zadnią i Skrajną Piarżystą Przełęczą. Ma długość około 100 m i składa się z 5 turniczek oddzielonymi wąskimi szczerbinami. Spośród nich najwyżej wznosi się południowo-zachodnia (2248 m), kolejne w stronę Zadniej Piarżystej Przełęczy mają wysokości odpowiednio 2246 m, 2244 m, 2244 m i 2244 m. Grań oddziela Dolinę Piarżystą od Doliny Hińczowej. Obydwa jej zbocza to urwiste ściany o wysokości kilkudziesięciu metrów. Najbardziej wyróżniającą się formacją skalną w Piarżystych Czubach jest pionowa płyta opadająca ku południowemu wschodowi.
Nazwa grani i pobliskich przełęczy pochodzi od położonej po zachodniej stronie Doliny Piarżystej. Według Władysława Cywińskiego nazwa czuby jest niezbyt trafna, gdyż jej turniczki przypominają raczej zęby krokodyla.

## Taternictwo
Pierwsze odnotowane przejście granią – A. Pawłowski, Mieczysław Świerz, Władysław Ziętkiewicz, 19 lipca 1921 r. Odcinek od Skrajnej do Zadniej Piarżystej Przełęczy ma trudność III w skali tatrzańskiej. Wyjście z piargów Doliny Piarżystej zachodnią ścianą na Piarżyste Czuby to V.

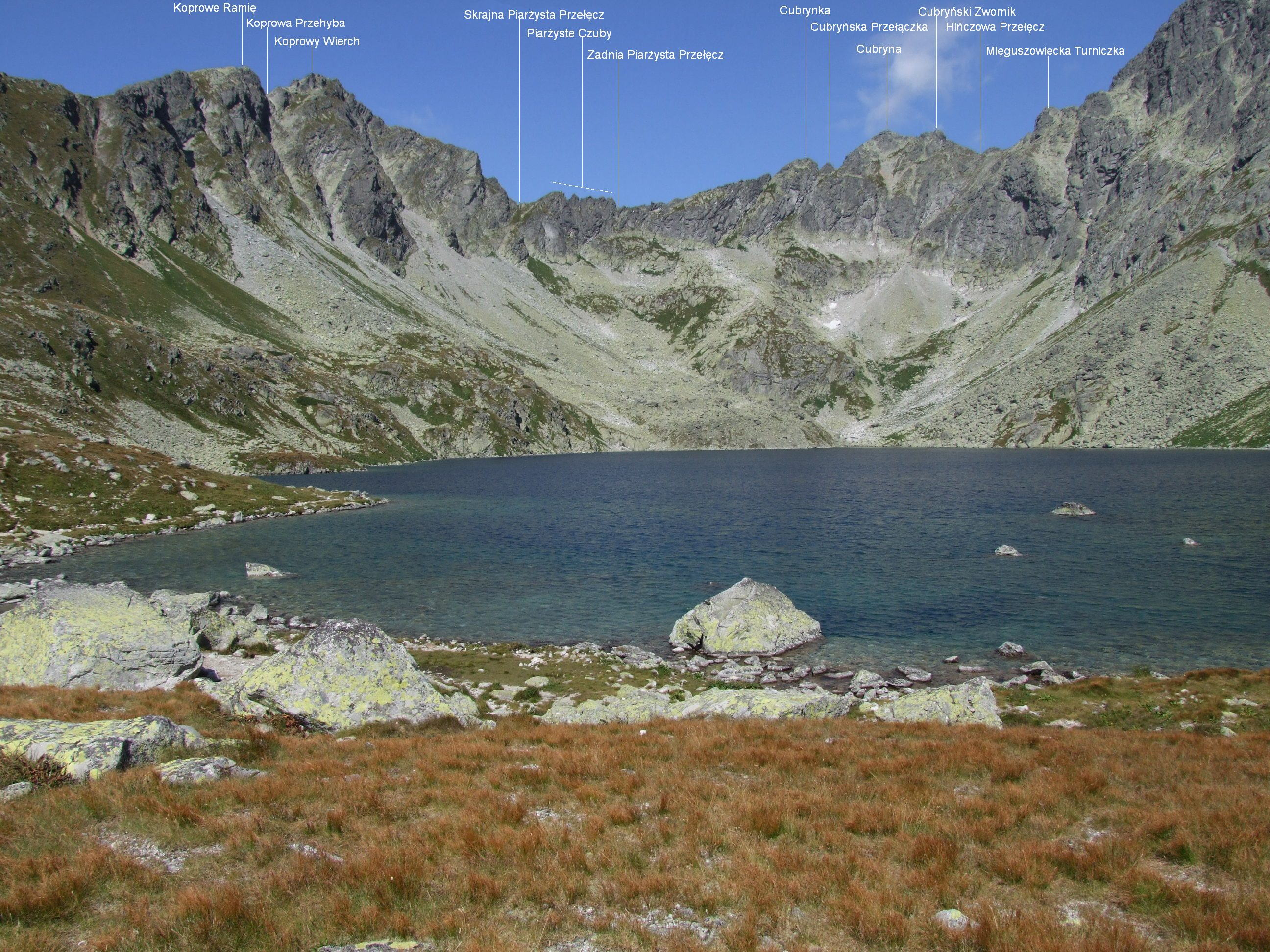
Widok znad Wielkiego Hińczowego Stawu
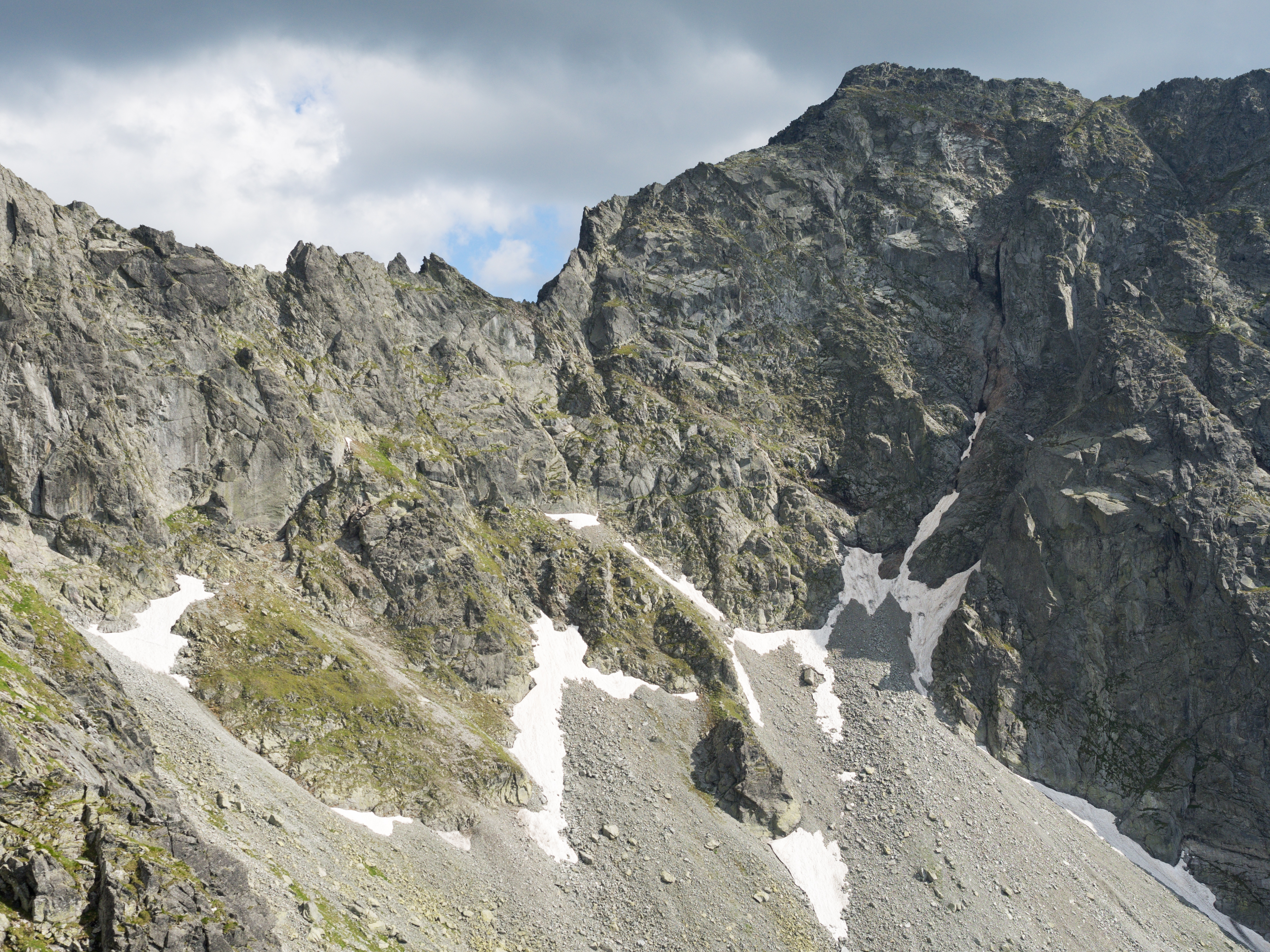
Widok z Ciemnosmreczyńskiej Turni
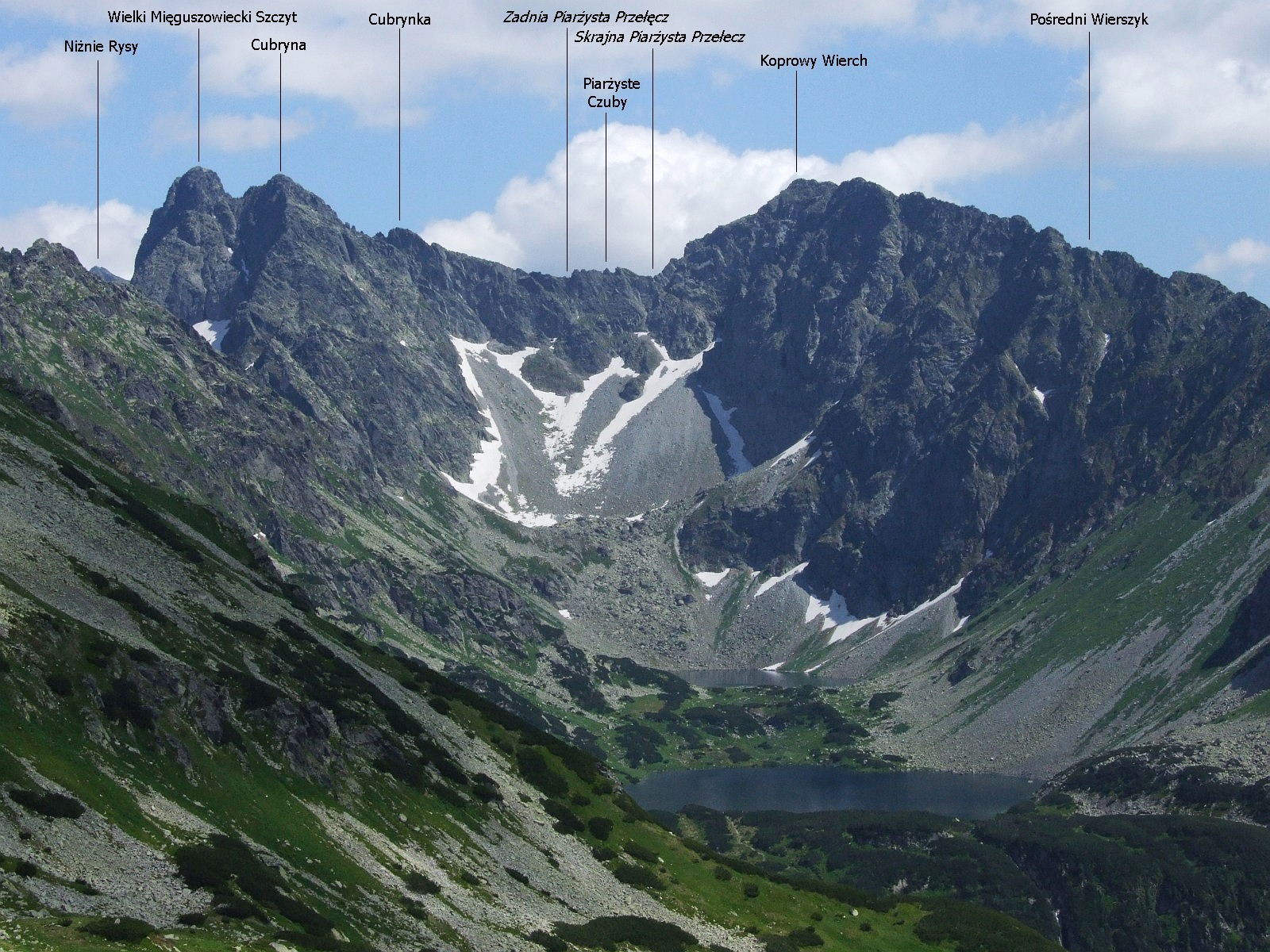
Widok z Dolinki Kobylej